# Granholmen, Ingå
Granholmen är en ö i Finland. Den ligger i Finska viken och i kommunen Ingå i den ekonomiska regionen  Raseborg i landskapet Nyland, i den södra delen av landet. Ön ligger omkring 58 kilometer väster om Helsingfors.
Öns area är 2,6 hektar och dess största längd är 220 meter i sydöst-nordvästlig riktning. Ön höjer sig omkring 15 meter över havsytan.